# Schnürboden (Theater)
Der Schnürboden ist eine Zwischendecke im Theater oberhalb der Bühne, die auch als Seilboden bezeichnet wird. Oftmals befindet sich oberhalb des Schnürbodens eine weitere Ebene, der sogenannte Rollenboden, der eine einfachere Begehbarkeit des Schnürbodens gewährleisten soll.

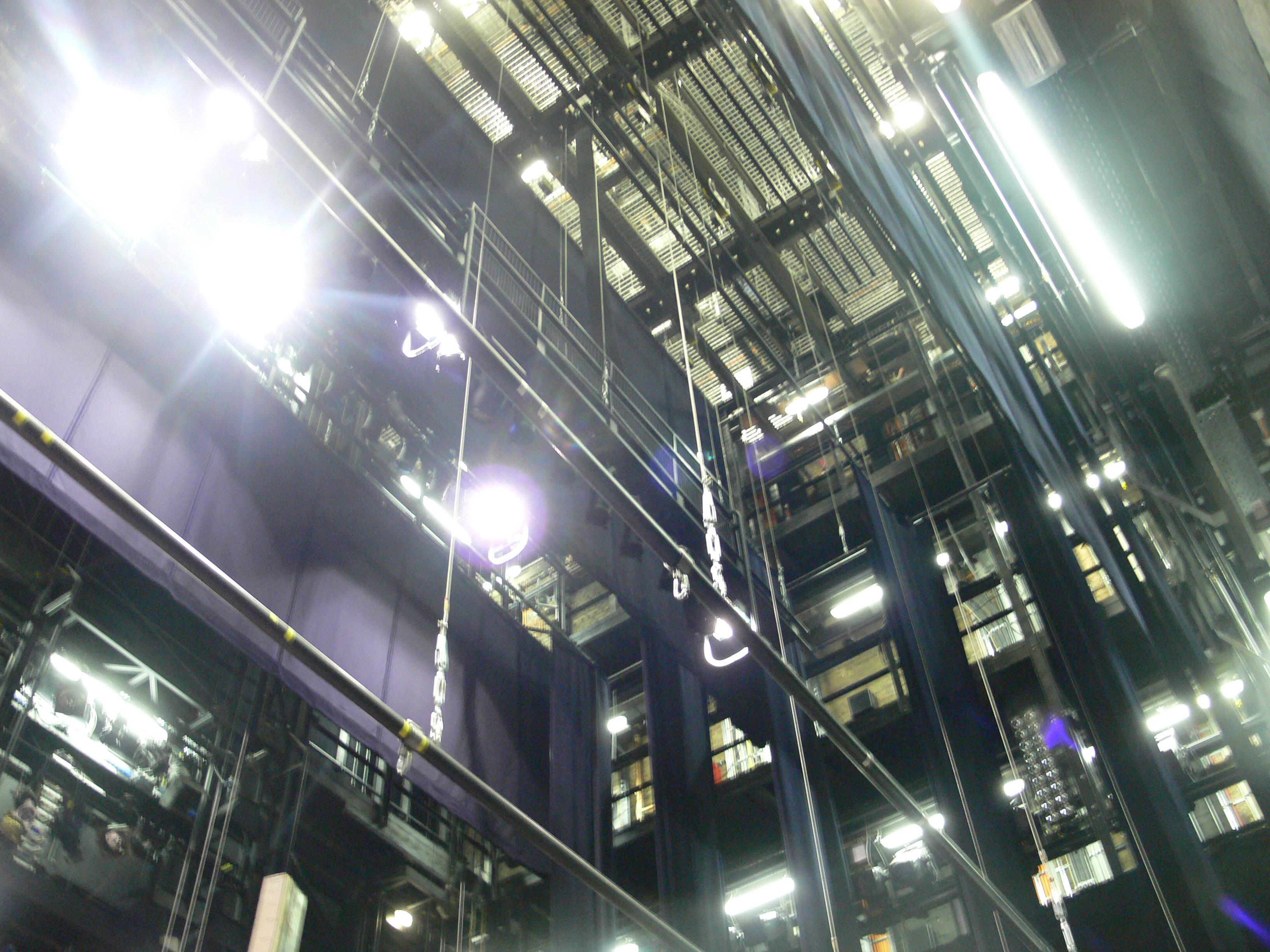
Moderner Schnürboden im Theater Bielefeld

Für das Anheben von Teilen des Bühnenbilds verlaufen Züge von der Bühnenwand über den Schnürboden und können von der Bühnendecke herabgelassen werden. Damit man nicht an eine bestimmte Stelle der Bühne gebunden ist, werden viele Züge gleichmäßig über die Bühne verteilt. Auf dem Schnürboden verlaufen alle diese „Schnüre“ von der Wand über Rollen bis zu dem Loch in der Bühnendecke, durch das sie herabgelassen werden. Damit die Schnüre von einer Person bedient werden können, sind sie an der Seitenwand an Schlitten befestigt, auf die Gewichte zur Kompensation der Masse der Bühnendekoration aufgelegt werden können. Diese manuell zu bedienenden Züge mit Gegengewichten nennt man Handkonterzüge.
In modernen Theatern werden die Züge meist direkt von auf dem Schnürboden angebrachten und per Computer gesteuerten elektrischen oder hydraulischen Seilwinden betrieben. Ebenso sind dafür Hydraulikzylinder in Verwendung. Der Eindruck eines „Schnürbodens“ ist dort nicht mehr anzutreffen.
Der Schnürboden wird vom Schnürmeister und seinen Mitarbeitern bedient, die an manchen Theatern auch als Obermaschinisten bezeichnet werden, was aber keinen höheren Rang zum Ausdruck bringen soll, sondern lediglich die Position des Arbeitsumfeldes beschreibt. Früher wurden im Schnürboden häufig ehemalige Matrosen eingesetzt, die viel Erfahrung mit Tauen, Seilen und Knoten hatten.